# National Socialist black metal
National socialist black metal (abreviat NSBM), uneori denumit black metal arian sau black metal neonazist, reprezintă un subgen al black metalului care promovează prin versurile sale valorile național socialiste sau ale unor ideologii identice. Acesta este caracterizat de ideologia nazistă combinată cu elemente specifice păgânismului etnic european și este situată într-o relație antagonică cu religiile „interzise”, și anume creștinismul, islamul și iudaismul. Totuși, unii artiști sunt mai degrabă sataniști sau ocultiști decât păgâni. Black metalul național socialist nu este considerat un gen de sine stătător, ci o mișcare de orientare neo-völkisch în interiorul scenei. Conform afirmațiilor profesorului Mattias Gardell, artiștii scenei nsbm văd această ideologie drept „o extensiune logică a sciziunii politice și spirituale inerente black metalului”. 
Cu toate că există o mișcare etnic naționalistă în sfera black metalului, artiștii care adoptă astfel de poziții ideologice reprezintă o minoritate. Majoritatea celor din urmă nu fac apologia acestor valori și credințe în versuri, lăsând discuțiile de natură politică în afara scenei. Cei care își însușesc valori de extremă-dreapta, însă nu le exprimă în muzică, nu sunt considerați „NSBM”  de către mare parte din scena black metalului, însă sunt astfel portretizați de către mass-media.
Unele formații de black metal au realizat referințe la Germania nazistă doar cu scopul de a șoca, asemenea formațiilor de heavy metal sau punk rock. În timp ce unii artiști din scena black metal au boicotat formațiile național-socialiste, alții au rămas indiferenți sau au apreciat muzică fără să acorde însă sprijin membrilor acestora. În ciuda acestor fapte, conform redactorilor Unheilige Allianzen, Christian Dornbusch și Hans-Peter Killguss, pagan metalul și neonazismul reprezintă tendințele actuale în black metal, tenduri care influențează la rândul lor întreaga scenă.

## Black Metal
Black metalul este un gen muzical extrem care combină elemente din genurile thrash metal și death metal. Elementele caracteristice sunt tempourile rapide, tehnici vocale de tip shrieking, chitare puternic distorsionate, întregistrări lo-fi, implementarea unor structuri neconvenționale melodiilor și accentuarea atmosferei. Artiștii apar deseori pe scene purtând corpse paint și diferite simboluri. În perioada anilor 1980, câteva formații de thrash și death metal au creat un prototip pentru black metal. Caracterizat la început drept „metal satanic”, black metalul a fost întotdeauna privit cu ostilitate de cultura comercială din cauza acțiunilor și ideologiilor asociate acestuia. Mulți artiști au adoptat perspective mizantropice și anticreștine extreme, pledând pentru diferite forme de satanism sau păgânism etnic. În anii 1990, membrii scenei au fost responsabili pentru o serie de crime și incendierea unor biserici. Pe lângă acestea există și o mică mișcare neonazistă în interiorul genului, deși a fost evitată de majoritatea artiștilor cunoscuți. În general, black metalul încearcă să rămână fidel undergroundului și inaccesibil mediului comercial.

## Istoria
În perioada anilor 80, termenul de „black metal” era etichetat formațiilor de heavy metal cu imagistică și versuri așa-zis satanice. În tarziul anilor 90, scena black metalului din Norvegia a ajuns la apogeu, dezvoltând un nou stil distinct, stil care avea să devină originalul gen de black metal. Membrii acesteia erau mari opozanți ai creștinismului și ai celorlalte religii, și se prezentau drept mizantropi, respectiv adepți ai Diavolului care doreau să răspândească ura, durerea și răul. Totuși, unele formații (care nu s-au intitulat niciodată „black metal” pentru că nu aveau legături cu satanismul) cântau despre mitologie și despre perioada pre-creștină a scandinaviei. În 1992, mai mult componenți ai scenei au început să incendieze numeroase biserici. În luna august a aceluiași an, Faust, membru Emperor, a înjunghiat mortal un homosexual în Lillehammer după ce acesta i-ar fi cerut să întrețină relații sexuale, iar în august 1993, liderul formației Burzum, Varg Vikernes l-a ucis pe chitaristul formației Mayhem, Euronymous, o figură cheie a scenei norvegiene, fiind arestat imediat după eveniment. Vikernes este văzut drept principalul personaj care a introdus național socialismul în black metal. În ciuda faptului că muzica sa este apolitica, și-a exprimă credințele în scris și în interviurile ulterioare arestării sale. Conform unui interviu din revista Blood & Honour, a intrat în contact cu organizația neo-nazistă Zorn 88 (mai târziu numită Mișcarea Național Socialistă din Norvegia) în 1992 și s-a alăturat celor din Rezistența Arienilor după omuciderea lui Euronymous. Acesta din urmă era de orientare comunistă, însă Vikernes nu cofirma ideea că l-ar fi ucis din motive politice. Cât timp a fost închis, Vikernes și-a structurat o ideologie naționalistă, inspirată de credințele strămoșilor, și a scris un manifesto numit Vargsmal. Acesta a devenit disponibil pe internet pentru scurt timp în 1996, iar în 1997 a fost transcris de către un publicist norvegian. Deși scena norvegiană nu a exprimat idei naziste, Vikernes a declarat că totul a început ca ao revoltă anti-creștină, rasistă și nationalista”, distrusă însă de către „industria muzicală dominată de evrei”. Acesta din urmă afirmă că industria a devenit o armă de distrugere a Europei, promovând formații care se centrează „in jurul a tot ce-i bolnav și anti-european pe planetă, de la pornografie și desfrânare la droguri și homosexualism”. Hendrix Mobus din Absurd vedere o aconcluzie logica” a mișcării norvegiene în black metalul național socialist și interpretează incendierea bisericilor drept un „atavism cultural”.

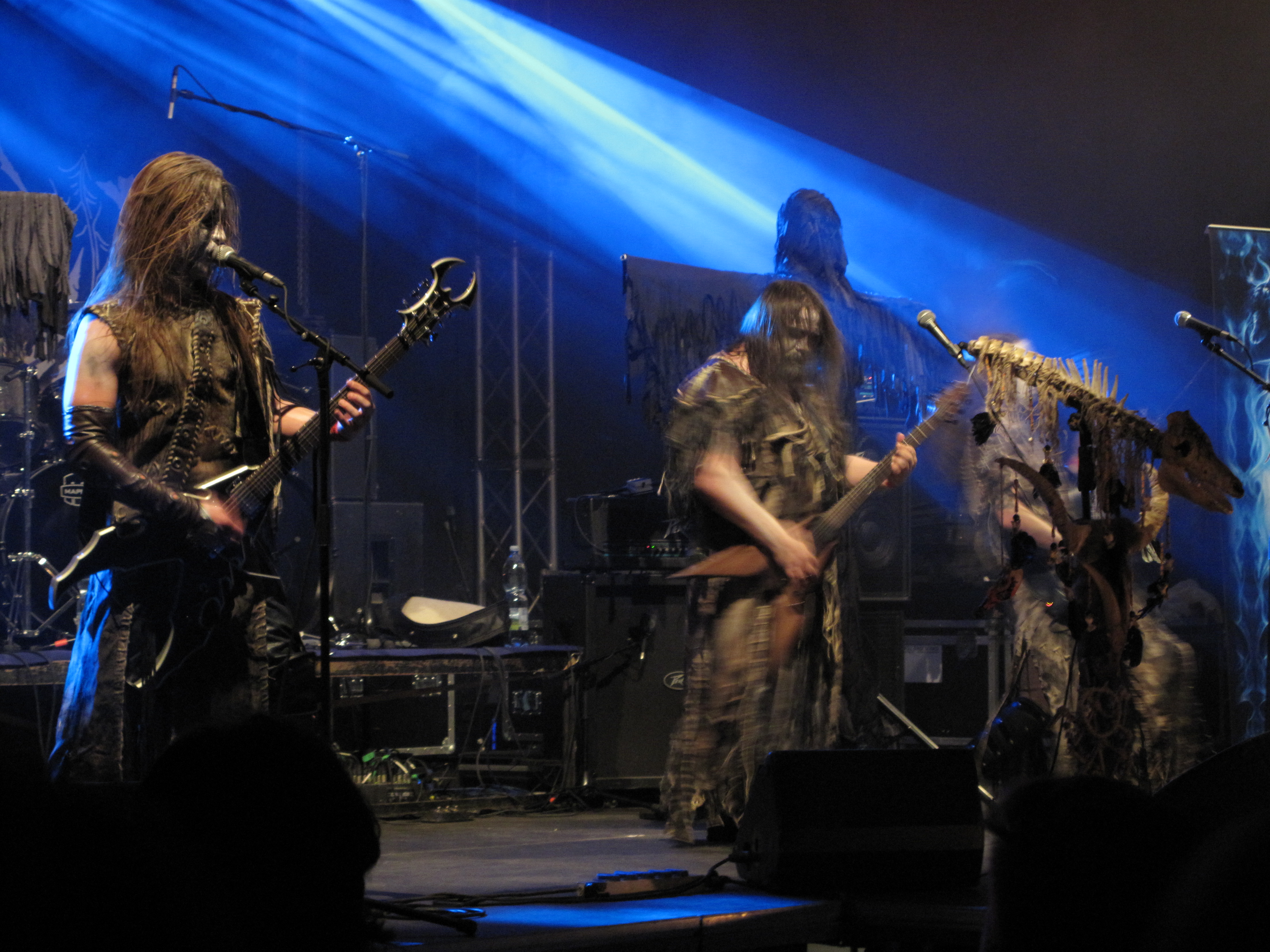
Formația Nokturnal Mortum în cadrul festivalului Hell Fast Attack

Vikernes a scris unele versuri de pe albumul Transilvanian Hunger De darkthrone, altă formație importantă a scenei norvegiene. A fost lansat în 1994 cu textul „Norsk Arisk Black Metal”(Black Metal Norvegio-arian) imprimat pe spatele copertei, lucru care a cauzat multă controversă. În schimb, Darkthrone a oferit o explicație și a declarat că „nu sunt o formație naizsta și nici politică”. Aproape în aceeași perioadă alți artiști ai scenei norvegiene de black au făcut afirmații rasiste. Toboșarul Mayhem, HellHammer, a spus despre legătura genului cu fascismul că „este astfel, noi nu prea agreăm oameni de culoare pe aici. Black metalul este pentru albi”. Totuși, în alt interviu a menționat că nu-l interesează dacă fanii sunt albi, negri, verzi, galbeni sau albaștri, muzica și politica nefiind compatibile din punctul sau de vedere. Alt foarte cunoscut muzician, Gaahl, fostul vocalist al Gorgoroth, i-a descris pe „cioroi” și pe „mulatri” drept a„suboameni”, recunoscându-și susținerea față de Vikernes și Adolf Hitler. Credințele sale s-au schimbat însă odată cu trecerea timpului. Conform autorului Lords of Chaos, în 1995, trei membri ai scenei suedeze (inclusiv Mika Belfagod” Hakola” din Nefandus) au mers la „o vânătoare nocturnă de negri” în Linkoping. Înarmați cu un  topor și două macete, aceștia au terorizat un bărbat de culoare. Nefandus au fost considerați mai târziu drept „simpatizanti ai nazistilor”, chiar dacă Belfagor a explicat că „acest lucru nu este departe de adevăr, dar cred că are de-a face cu unele afirmații controversate pe care le-am făcut în timpul tinereții când aspiram la ideea de a cântă în cea mai urâtă formație din lume. Foloseam un limbaj foarte vulgar în acea perioadă. Dar va spun scurt și la obiect:  mă asociez cu persoane de toate credințele și rasele [...] Deci, să fiu caracterizat drept nazist sau rasist este foarte jignitor pentru mine". În același an, formația germană Absurd a lansat demoul Thuringian Păgân Madness. A fost înregistrat în perioada când membrii erau închiși pentru omuciderea unui băiat. Pe copertă apare mormântul sau și afirmații pro-naziste. După acest eveniment, Absurd a devenit unul din pionierii black metalului național socialist. Alte formații considerate ca fiind importante pentru scena târzie este Graveland și Veles (Polonia), Hate Forest și Nokturnal Mortum (Ucraina) și Spear of Longinus (Australia). Rob „Darken” Feudali, solistul formației Graveland, declara că „scena norvegiană a generat un impact puternic asupra scenei din Polonia”. Fundamentată pe valorile sataniste și anticreștine ale scenei scandinave, scena poloneză a imitat scena norvegiană și suedeză, însă aspectele rasiale erau mult mai pronunțate. Faptul că asemenea perspective erau adoptate în Polonia i-a luat pe mulți prin surprindere date fiind acțiunile Germaniei naziste în timpul celui de-al doilea război mondial și caracterizarea slavilor de către Hitler drept o rasă inferioară. Cu toate acestea, polonezii au ajuns pe scena europeană datorită albumelor celor din Graveland, Infernum, Veles, Gontayna Kry, Thor's Hammer și Kataxu, toate promovând o agendă de extremă dreaptă. Cu ajutorul scenelor din Ucraina și Rusia au reușit să transforme black metalul național socialist într-o mișcare de sine stătătoare care se va extinde atât în Occident, cât și în Americi. Polonia reprezentă locul de naștere a uneia dintre cele mai mari scene neo-naziste din Europa de Est. 
Una dintre primele materiale național socialiste lansate a fost demoul formației de origine poloneză Lord of Evil din 1994, având o svastică deformată drept copertă, grupul fiind influențat de Satanic Warmaster. În anii 90, unele formații de origine americană - Grand Belialas Key sau Judas Iscariot - s-au alăturat unei organizații internaționale a black metalului național socialist numită Păgân Front, deși singurul membru al formației, Akhenaten, părăsise organizația. Thelemnar, toboșarul formației de origine germană Secrets of the Moon, a declarat că l-a cunoscut în calitate de „persoana inteligentă și în niciun caz nazist”. Vikernes s-a distanța de scena BMNS, și, chiar dacă are aceleași credințe, se consideră drept un odalist și nu un fascist.

### Scena actuală
Valul de formații reprezentative pentru acest gen au influențat puternic apariția altor formații imens acuzate de sentimente naționaliste și rasiste, precum Satanic Warmaster, Goatmoon, Drowning the Light (acuzați din cauza demoului Defenders of the Aryan Race), Nekrokrist SSetc. Chiar dacă unele dintre ele, precum Satanic Warmaster și Drowning the Light nu au recunoscut că se asociază cu ideologiile respective, există suficiente formații care acceptă etichetarea. Amploarea genului este legată și de problema curentelor de extremă dreaptă care revin în atenția publică în cel de-al doilea deceniu al secolului XXI. De exemplu, situația din Federația Rusă se prezintă drept teritoriul cu cel mai mare extremism rasial din zonă, cele mai multe formații de black metal național socialist fiind de origine rusă, lucru care reflectă atitudinea populației cu privire la rase. Centrul Drepturilor Omului din Moscova menționează că în vara anului 2007, ca urmare a atacurile neo-naziștilor 137 de persoane au fost rănite, 18 dintre ele fiind ucise. În iulie 2013, liderul formației Burzum, Varg Vikernes, stabilit în momentul de față în Franța, a fost arestat alături de soția sa, fiind suspectat de plănuirea unui "masacru”. Vikernes este cunoscut drept un militant rasist și un susținător al Frontului Național Francez. Revista International Business Times a precizat că Varg Vikernes va fi judecat pentru acțiunile sale în luna iulie. Blogul acestuia este extrem de bogat în articole, unele dintre ele rasiste și antisemite, lucru care i-a creat probleme liderului Burzum, acesta fiind pasibil de cinci ani de închisoare în cazul în care va fi găsit vinovat. Pe data de 9 iulie, tribunalul francez l-a găsit vinovat pe Vikernes de incitare la ură rasială, primind o pedeapsă de șase luni cu suspendare și o amendă de 6,400 lire sterline. În luna august, procurorii au început să pregătească cel de-al doilea proces legat de ura rasială. Vikernes a declarat pentru o televiziune norvegiană că toate dovezile sunt fabricate de statul francez și va denunța orice acuzație. La începutul anului 2014, pe majoritatea publicatilor de specialitate din mediul online a circulat știrea că formația Inquisition de origine columbiană, dar stabilită din 1996 în Statele Unite, ar fi o formație de black metal național socialist. Sursa acestei știri a fost un individ pe nume Daniel Gallant, fost neo-nazist. Acesta a relatat despre perioada în care era șoferul autocarului celor de la Inquisition în cadrul unui turneu alături de Gyibaaw. Pe parcursul călătoriei, Gallant și-a dat jos tricoul, iar imensul tatuaj de pe piept cu svastica nazistă i-a încântat pe amândoi. Membrii Inquisition au început să vorbească despre admirația lor față de Hitler, despre cum îndrăgesc mișcarea naționalistă albă etc. Vocalistul Dagoon afirma chiar că adoră să-și imagineze că trăiește în epoca nazistă și că și-ar fi dorit ca acest lucru să fi avut loc în Statele Unite. Alte dovezi au fost unele melodii, precum Crush the Jewish Prophet de pe albumul Magnificent Glorification of Lucifer lansat în 2004. Ultimele două LP și un extended play au fost lansate de către casa de discuri No Colours Records care se specializează în formații neo-naziste, lucru care i-a obligat pe cei de la Inquisition să-și anuleze concertul din Austria din 21 februarie 2014. Albumul lansat în 2010 conține un artwork realizat de Antichrist Kramer, un susținător al supremației rasiale, respectiv chitaristul Jason Weirbach din Inquisition are un alt proiect numit 88MM, 88 reprezentând pentru neo-naziști literele HH de la Heil Hitler. Într-un interviu ulterior acestor afirmații, Dagon a respins toate acuzațiile spunând că „nu este nazist și nu susține persecuția unei rase particulare sau a oricărei rase, fie ea albă sau nu”.

## Ideologia
În general, black metalul național socialist combină credințele neo-naziste, cum ar fi fascismul, supremația rasială, separatismul rasial, antisemitismul, xenofobia, homofobia) cu ostilitatea față de religiile „straine”, precum creștinismul, iudaismul, islamul etc. Formațiile promovează păgânismul etnic european, ocultismul și satanismul. Hendrik Mobus din Absurd a descris nazismul drept „cea mai perfectă și realistă sinteză a conceptului satanist de „vointa de putere”, a darwinismului social elitist, legat de păgânismul arian germanic. Membrii formației Der Stumer (numită după un ziar antisemit editat de Julius Streicher) sunt simpatizanți ai hitlerismului ezoteric, inspirându-se din lucrările lui Julius Evola și Savitri Devi. Conform autorului Benjamin Noys, „Dacă ar fi să definim orientările politice infiltrare în scena black metal, atunci le-am putea caracteriza drept un amalgan de egoism specific lui Max Stirner și aristocratism nitzschean: un individualism radical, ostil tuturor ideologiilor care doresc ordine socială. [...] uneori apar elemente de extremă dreaptă, nazism, fascism și ultra-naționalism”.  În ciuda faptului că black metalul național socialist este compatibil cu păgânismul, satanismul și naționalismul, conotațiile politice înfiltrate în gen atacă nucleul individualismului și independenței specifice acestei muzici. Olson menționează că, deși simbolurile black metalului vor fi în continuare asociate cu extrema dreaptă, BMNS ca fenomen va rămâne unul marginal.

### Anticreștinism și antisemitism
Formațiile național socialist văd de obicei creștinismul ca pe un produs al conspirației evreiești, cu scopul de a distruge bazele rasei ariene, eliminându-le artglaubenul și „cultura” originală. Acești artiști resping în general legitimitatea antisemitismului creștin, respectiv pe cea a mișcării creștine germane care promovează și glorifică ideologia nazistă în cadrul unei teologii creștine neortodoxe. Hjarulv Henker din formația Der Stürmer a afirmat: 
„Nu cred că o dogmă identică creștinismului are loc în entitatea ariană. Nu se poate asimila în credința supraomului. Creștinismul te învață să fii modest, să-ți pierzi identitatea natioanal și rasială, și egalitatea, lucruri contrare teoriei noastre. Nu-l poți combină pe Iisus prin caractere specifice etniei ariene. [...] Creștinismul este creștinism și  este de origine iudaică, structurat încât să devină un instrument de dominație mondială".

### Supremația rasială
Membrii scenei îi văd pe europenii albi drept superiori celorlalte rase. Doresc să-și păstreze puritatea rasei albe și culturile tradiționale ale albilor europeni. Aceștia consideră că de-a lungul secolelor culturile au început să degenereze din cauza amestecului rasial. Credințele menționate sunt compatibile cu cele găsite în capitolul „Volk und Rasse” în Mein Kampf. Chiar dacă liderii naziști au avut idei slavofobice și de reîntregire a entității statale ariene (naziștii văzându-i pe slavi drept un popor needucat și inferior), scena național socialistă a black metaluluii își are activiștii de origine germană și poloneză care lucrează împreună de la bun început, deși între Germania și Polonia au avut existat conflicte de-a lungul istoriei. Această contradicție este fie mascată, fie relativizată sau denotata drept greșeală istorică. O teorie a conspirației relatează ideea că evreii au întrerupt o posibilă alianță între Germania Nazistă și statele Europei de Est. Knjaz Varggoth, chitaristul și solistul formației Nokturnal Mortum, oferă următoarea explicație pentru contradicție: „Goruth din formația rusă Temnozor îi vede pe slavi și pe germani că făcând parte din rasă ariană hiperboreană, azi fiind diferiți din cauza degenerarii". Para Bellum din Blackdeath vede războiul Germaniei Naziste împotriva Rusiei drept „singura greșeală a lui Hitler”.

### Păgânismul național socialist

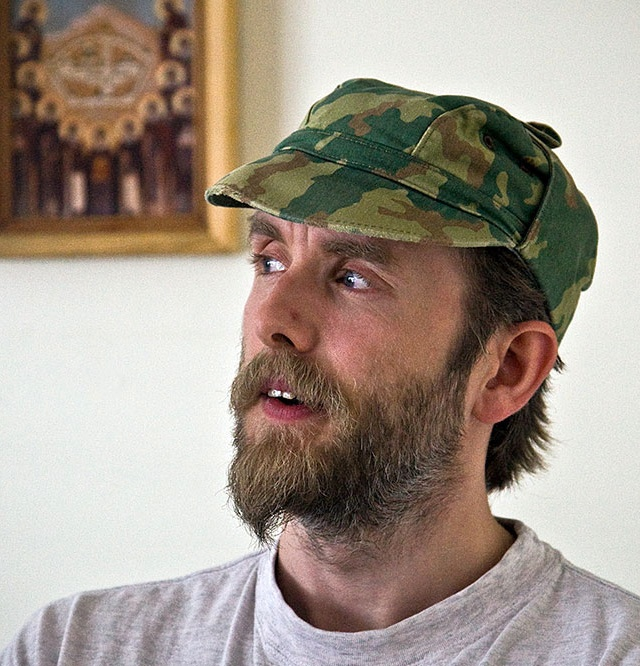
Varg Vikernes este considerat de majoritatea artiștilor drept prima persoană care a introdus elemente de extremă dreaptă în black metal

Că parte a ideilor de inspirație anticreștină, antisemitismul și ideea că albii europeni ar trebui să se reîntoarcă la origini, majoritatea formațiilor promovează păgânismul etnic european. Hendrik Mobus interpretează astfel increndierea bisericilor din Norvegia: aun atavism cultural, o reîntoarcere inexplicabilă și bruscă la condițiile medievale, pre-creștine. Psihologul elvețian Carl Gustav Jung ar caracterizat aceste evenimente drept izbucniri ale arhetipului primordial din inconștientul coleciv a unde acesta se dezvoltă continuu. Adolescenții afectați se trezesc într-o stare mintală arhaică și, asemenea unei isterii colective, își transmit condiția spre alții”. Mai târziu va menționa că cei aflați în această stare vor realiza semnificația emoțiilor, se vor identifica cu păgânismul și se vor implică ain politici naționaliste destinate conservării și cultivării mostenirii”. Bookletul de pe albumul Asgardsrei al celor din Absurd conține imaginea unui templier, unui cavaler teuton și a unui membru Waffen-SS în calitate de luptători ai Asgardsrei, termen pe care formația îl folosește pentru a denumi luptătorii bunii germani. Varg Vikernes, de asemenea, l-a numit pe Adolf Hitler un luptător al Asgardsrei.

### Satanismul național socialist
Pe lângă credințele păgâne, o parte din scena BMNS se asociază cu o interpretare subiectivă a satanismului, văzând în Satan un arian antic, adversar al lui YHWH, dumnezeul evreilor și al creștinilor. această credință este caracterizată drept „satanism volkisch” sau „satanism arian”. Chraesvelgoron din The True Frost vede nazismul ca o aparență politică a satanismului și o glorificare colectivă a omului în calitate de animal social, că divinitate în loc de umanitate. Colegul său Sadorass numește aceeași ideologie drept o dezvoltare a sângelui și a solului, dintr-o perspectivă volkisch, diverse învățături oculte și idei nitzscheene legate de teoria evoluționistă a lui Darwin. Muzicianul de origine greacă, Magus Wampyr Daoloth, din Necromanția și Thou Art Lord, declara într-un interviu pentru Lords of Chaos că „daca consideri că fascismul și satanismul au multe în comun, ambele teorii militând pentru excelență fizică, spirituală și putere, responsabilitate, supraviețuirea celui mai adaptat, elitism etc., atunci este logic că unele formații vor aspira la amandoua”. Totuși, multe formații păgâne și de extremă dreaptă văd în satanism o parte din creștinism sau iudaism. În același timp, unii reprezentanți sataniști și apolitici ai scenei nu văd în formațiile păgâne nimic legat de black metal, deoarece versurile și ideologia nu includ și satanismul.

## Legături cu mișcarea naționalistă albă
Numeroși naționaliști albi au acceptat scena național socialistă a black metalului datorită idealurilor și temelor pe care le abordează; bineînțeles, există și persoane care i-au respins datorită stilului muzical. Totuși, în Lords of Chaos se precizează că alcoolul și drogurile ilegale n-au contribuit cu nimic pentru gen. Alții resping muzica deoarece artiștii și fanii au părul lung, asociindu-i cu mișcarea hippie și cu cea de stânga. William Luther Pierce, fondatorul mișcării naționaliste National Alliance, încearcă să promoveze BMNS și alte genuri care se centrează pe naționalismul alb prin studioul de înregistrări Résistance Records. Acesta crede că muzica îi va ajuta să se îmbogățească și să transmită mai departe mesaju.l Este cunoscut și pentru faptul că l-a ajutat pe Hendrik Mobus să fugă în Statele Unite pentru a scăpa de autoritățile germane. Deși Pierce aprecia ideologia BMNS și Resistance Records, nu era un fan al muzicii, atacând sloganul „sex, droguri și rock 'n' roll”, respectiv influențele persoanelor de culoare.

## Legături cu scena black metal
Artiștii scenei național socialiste reprezintă o minoritate în comunitatea black metal conform afirmațiilor lui Mattias Gardell. Aceștia au fost respinși sau serios criticați de numeroși muzicieni proeminenți precum Jon Nödtveidt, Tormentor, King ov Hell, Infernus, Lord Ahriman, Emperor Magus Caligula, Protector, Erik Danielsson din Watain și membri din Arkhon Infaustus. Unii au legat nazismul de creștinismul caracterizat de autoritate, colectivism și de „mentalitatea de turmă”. Concomitent, această poziție intra în conflict cu perspectivele mizantropice ale artiștilor; Benjamin Hedge Olson declara cu privire la respingerea valorilor naziste în interiorul scenei că motivul „nu are legătură cu noțiunile de umanitate universală sau de dezaprobarea a urii”, ci are legătură cu delimitarea urii, aceasta fiind „prea specifică și exclusivă”. În timp ce unele formații de black metal boicotează studiourile și grupurile susținătoare a valorilor național socialiste, altele au realizat o distincție între muzică și muzician, fiind interesate doar de munca acestora. Unii au criticat această poziție ca reprezentând o susținere pasivă a scenei naziste. Revistele cunoscute de black metal tind să ignore albumele formațiilor de nsbm. Lucrarea Unheillige Allianzen a cauzat o scurtă dezbatere care a condus la încetarea publicării în revista Legacy a reclamelor care promovează casele de discuri național socialiste. O altă dezbatere a avut loc în secțiunea „scrisori” a revistei Rock Hard în urma articolului Der rechte Rand im Black Metal (Granița de extremă dreapta a black metalului).
Cunoscuta formație de black metal Darkthrone au susținut o poziție apolitică de-a lungul carierei cu toate că Fenriz a declarat că a fost arestat în timp ce participa la o demonstrație anti-apartheid, respectiv a avut o perioadă în care era „extrem de nervos pe... alte rase” înainte să devină „complet ignorant față de prostiile politice”. Joakim, în prezent chitaristul formației Craft, afirma următoarele: „Nu cred că național socialismul se amestecă cu ideologia black metalului real într-un anumit mod, însă acest fapt nu progresează mai departe de casele de discuri. Cred că eticheta de național socialist black metal este nepotrivită muzicii”.

### Engleză
- Nicholas Goodrick-Clarke: White Noise and black metal in: Black Sun: Aryan Cults, Esoteric Nazism and the Politics of Identity (S. 193-213). New York University Press, 2002, ISBN 0-8147-3124-4
- Mattias Gardell: Hail Loki! Hail Satan! Hail Hitler! Darkside Asatrú, Satanism and Occult National Socialism in: Gods of the Blood: The Pagan Revival and White Separatism. (p. 284-324). Duke University Press, 2003, ISBN 0-8223-3071-7
- Moynihan, Michael; Søderlind, Didrik (2003) [1998]. Lords of Chaos: The Bloody Rise of the Satanic Metal Underground (ed. Revised and expanded). Feral House.

### Germană
- Christian Dornbusch, Hans-Peter Killguss: Unheilige Allianzen. Black Metal zwischen Satanismus, Heidentum und Neonazismus. Münster, Unrast Verlag, 2005, ISBN 3-89771-817-0
- Johannes Lohmann, Hans Wanders: Evolas Jünger und Odins Krieger - Extrem rechte Ideologien in der Dark-Wave- und Black-Metal-Szene in: Christian Dornbusch, Jan Raabe: RechtsRock - Bestandsaufnahme und Gegenstrategien. (p. 287-311) Hamburg/Münster, Unrast Verlag, 2002, ISBN 3-89771-808-1.